# Santiago Esteva Escoda
Santiago Esteva Escoda (Reus, España, 16 de julio de 1952) es un nadador español retirado especialista en pruebas de estilo espalda y estilo libre. Consiguió 2 medallas de plata (100 y 200 metros espalda) y dos medallas de bronce (400 y 1500 metros libres) durante el Campeonato Europeo de Natación de 1970.
Representó a España en los Juegos Olímpicos de México 1968 y Montreal 1976.

## Palmarés internacional
| Campeonato Europeo de Natación | Campeonato Europeo de Natación | Campeonato Europeo de Natación | Campeonato Europeo de Natación |
| Año                            | Lugar                          | Medalla                        | Prueba                         |
| ------------------------------ | ------------------------------ | ------------------------------ | ------------------------------ |
| 1970                           | Barcelona (España)             | Medalla de plata               | 100 m espalda                  |
| 1970                           | Barcelona (España)             | Medalla de plata               | 200 m espalda                  |
| 1970                           | Barcelona (España)             | Medalla de bronce              | 400 m libre                    |
| 1970                           | Barcelona (España)             | Medalla de bronce              | 1500 m libres                  |